# Coleophora praecipua
Coleophora praecipua é uma espécie de mariposa do gênero Coleophora pertencente à família Coleophoridae.